# Константин Михайлович (черниговский князь)
Константин Михайлович — упомянутый на поз.51 Введенского синодика князь из старшей ветви Ольговичей, правнук Святослава Всеволодовича черниговского. Историки принимают прочтение Константин Михайлович дополнительно к п.38 Любецкого синодика, где значится Михаил, как сына этого Михаила. В летописях не упоминается.

## Происхождение и потомство
Квашнин-Самарин предполагал, что Константин был сыном святого Михаила Черниговского, убитого в 1246 году в Орде. Зотов Р. В. не согласился с ним, тем не менее считая Константина Михайловича правнуком Святослава Всеволодовича черниговского, но через «шестого» сына Бориса, якобы упомянутого вместе с отцом на поз.24 Любецкого синодика. Однако, такое прочтение не было поддержано другими историками, отождествляющими князя на поз.24 синодика со Святославом Всеволодовичем трубчевским.
По версии Безроднова В. С., Константин, Акинф, Роман и Иван (поз.38—41 Любецкого синодика) были карачевскими князьями и двоюродными братьями Романа и Леонтия брянских и черниговских.
Безносюк С. Н., отталкиваясь от записи в синодике рязанского Свято-Духова монастыря о Михаиле и его сыновьях Романе и Константине, считает Михаила внуком Святослава Всеволодовича (Ольговичем, Глебовичем или Владимировичем), а Константина — младшим братом Романа брянского (традиционно считающегося сыном Михаила черниговского на основании поздних родословных), отцом Леонтия и дедом Михаила Александровича брянского и черниговского (сер. XIV в.). Примечательно, что Зотов, развивая собственную идею о потомстве Олега Святославича стародубского, частично поддержанную Горским А. А., также считает Михаила Александровича черниговского внуком Константина, но не Михайловича, а Ольговича, однако Шековым А. В. с привлечением Введенского синодика доказано, что Константина Ольговича не существовало, а за него Зотов принял его отца Константина-Олега стародубского.

### Генеалогическое древо (предположительно)
- Святослав Всеволодович (1194)
  - Олег Святославич (1204)
    - Константин?
      - Александр
        - Михаил Александрович (князь черниговский)

  -  ?
    - Михаил
      - Роман Старый (1288)
        - Михаил Романович
          - Александр
            - Михаил Александрович (князь черниговский)

        - Александр
          - Михаил Александрович (князь черниговский)

      - Константин
        - Александр
          - Михаил Александрович (князь черниговский)

## Комментарии
1. ↑  Летописное известие от 1179 года о женитьбе среднего Святославича Всеволода на польской княжне предполагает нечётное количество сыновей, из которых Владимир-Борис уже упомянут отдельно на поз.20 Любецкого синодика.
2. ↑  Так считает и Войтович Л. В.